# Ley de Poynings
La ley de Poynings es una ley parlamentaria iniciada por Sir Edward Poynings en el Parlamento irlandés de Drogheda en noviembre de 1494. En su cargo de virrey de Irlanda y señor-adjunto, nombrado por el rey Enrique VII de Inglaterra, Poynings convocó a una reunión del parlamento. Viniendo a raíz de la divisiva Guerra de las Dos Rosas, la intención de Poynings consistía en hacer que Irlanda, fuese una vez más, obediente a la monarquía inglesa.
El 1 de diciembre de 1494 reuniendo al parlamento, declaró que el parlamento irlandés debía subordinarse a la autoridad del parlamento inglés. Hecho que marcó el comienzo del gobierno Tudor, aunque Enrique VII se encontraba forzado a confiar en los nobles ingleses viejos como el duque de Kildare (a pesar de su apoyo a Lambert Simnel), así como sus suplentes a través de los años de intervalo.